# Viento cósmico
Viento cósmico es una fuerza cósmica que puede empujar e ionizar nubes de polvo cósmico. El viento puede empujar nubes de baja densidad, pero no logra mover nubes de alta densidad. Está compuesto primariamente de fotones provenientes de estrellas grandes y de emisión térmica. Puede también ser proveniente de materia alrededor de un agujero negro. El viento previene la formación de estructuras estelares y previene el colapso de materia hacia el agujero negro.

## Observación
El viento cósmico cercano a un agujero negro puede ser detectado analizando las líneas de absorción en el espectro proveniente del disco de acrecimiento que rodea al hoyo negro. Estas líneas pueden ser observadas utilizando telescopios de rayos X como lo son el observatorio de rayos X Chandra, NuSTAR, y NICER.